# 瓦西里·亞歷山德羅維奇·卡寧
瓦西里·亞歷山德羅維奇·卡寧（俄语：Василий Александрович Канин，1862年6月11日—1927年6月17日）是一位俄羅斯帝國海軍中將，曾於第一次世界大戰擔任開戰後第二任的「波羅的海艦隊」司令。
卡寧於1882年以見習軍官身份從海事青年團院校畢業，於1891年就讀水雷軍校，成為該領域的專家。在先後服役於波羅的海和太平洋艦隊後，卡寧參加了1900年對中國的義和團圍剿行動，結束後再轉至「黑海艦隊」服役，於1908年晉升上尉。1911年，卡寧轉回服役「波羅的海艦隊」，任第4驅逐分艦隊司令，1913年12月19日，卡寧晉升海軍少將，轉任佈雷特遣隊司令。1914年7月31日，因戰爭迫在眉睫，卡寧率艦對芬蘭灣入口展開第一階段的防禦性佈雷活動。1915年初，卡寧被任命為佈雷部隊司令，負責組織防禦性水雷陣及運用相關的輕型艦艇，甚至直接到德軍港口前佈雷。1915年2月22日，卡寧晉升中將。5月20日，「波羅的海艦隊」司令尼古拉·奧托維奇·埃森因肺炎去世後，卡寧即被任命繼任其職。相較於前任的埃森，卡寧不被看作是一位優秀的指揮者，儘管他組織過如1917年擊退德軍攻入里加的防禦性行動，但常被批評作風不夠積極，且在卡寧的領導下，「波羅的海艦隊」的紀律較以往來的怠慢。1916年9月，在幾位海軍將領對沙皇尼古拉二世施壓下，卡寧被撤職，由安德烈·伊凡諾維奇·涅佩寧中將取代，卡寧則轉任國務顧問，後為海軍部會與造艦部間的助理。1917年12月，卡寧退役。俄國內戰爆發後，卡寧加入白軍一方於南俄作戰，安東·鄧尼金將軍曾任命他為南俄白軍的黑海艦隊兵團司令，但沒多久又解除其職務。1920年11月，卡寧離開俄國，流亡法國，於1927年6月17日死於馬賽。